# Vida siempre
«Vida siempre» es una canción compuesta por los músicos argentinos Luis Alberto Spinetta y Leo Sujatovich, e interpretado por la banda Spinetta Jade, que integra el álbum Bajo Belgrano de 1983, tercer álbum de la banda, ubicado en la posición nº 69 de la lista de los 100 mejores discos del rock argentino por la revista Rolling Stone.
En este álbum Spinetta Jade formaba con Spinetta (voz y guitarra), Leo Sujatovich (teclados), Pomo Lorenzo (batería) y César Franov (bajo). Es uno de los tres temas del álbum que Spinetta incluyó en el megarrecital Spinetta y las Bandas Eternas en 2009 para celebrar sus 40 años en la música.

## La canción
"Vida siempre" es el cuarto track (cuarto del Lado A del disco de vinilo original) y es el tema más extenso del álbum (5:53). Es uno de los cinco temas compuestos por Sujatovich, cuatro de ellos en coautoría con Spinetta ("Vida siempre", "Mapa de tu amor", "Era de uranio" y "Viaje y epílogo") y "Ping pong", que integran el álbum Bajo Belgrano.
Se trata de una bella balada valseada con aire de jazz y una compleja melodía, en la que se destaca el piano de Sujatovich y un notable solo de guitarra de Spinetta, tal vez uno de los solos más complicados que haya hecho Spinetta.
La letra juega con las imágenes de las nociones de "vida", "piel" y la luz, dándole un tono ambiguo de amor erótico y optimismo por vivir.

Vida siempre

es amanecer.